# 14 июля
14 июля — 195-й день года (196-й в високосные годы) по григорианскому календарю.
До конца года остаётся 170 дней.
До 15 октября 1582 года — 14 июля по юлианскому календарю, с 15 октября 1582 года — 14 июля по григорианскому календарю.
В XX и XXI веках соответствует 1 июля по юлианскому календарю.

## Праздники и памятные дни
См. также: Категория:Праздники 14 июля

### Национальные
- Ирак — День Республики
- Франция — День взятия Бастилии (1789)
- Швеция — День рождения кронпринцессы Виктории
- Южная Осетия — День миротворца (1992)
- Мадагаскар, провинция Махадзанга — Церемония омовения реликвий королей региона Boeny[англ.][2]

### Религиозные
Православие
- Память бессребреников мучеников Космы и Дамиана, в Риме пострадавших (284);
- память мученика Потита Гаргарского (II)[5];
- память преподобного Петра патрикия (854)[6];
- память праведной Ангелины, деспотисы Сербской (XVI);
- память священномученика Аркадия Гаряева, пресвитера (1918);
- память священномученика Алексия Дроздова, протодиакона (1942);
- празднование в честь Валаамской иконы Божией Матери.

### Именины
- Католические: Камилл.
- Православные: Ангелина, Дамиан (Демьян), Кузьма, Пётр.

## События
См. также: Категория:События 14 июля

### До XIX века
- 1099 — крестоносцы во главе с Готфридом Бульонским начали штурм Иерусалима, который пал на следующий день.
- 1471 — московские войска при помощи своей основной ударной силы татарской конницы хана Данияра одержали победу над ополчением Новгородской республики в Шелонской битве. Этой битвой был положен конец свободе и независимости Великого Новгорода.
- 1708 — шведская армия в ходе Северной войны наносит поражение русской в битве при Головчине.
- 1769 — началось первое сухопутное путешествие европейцев на территорию современной Калифорнии[7].
- 1789 — взятие Бастилии восставшими парижанами. Начало Великой французской революции.

### XIX век
- 1808 — французский маршал Жан-Батист Бессьер разбил испанцев под началом Блейка и Куэсты в битве при Медина дель Рио Секо[8].
- 1860 — создан Государственный банк России[9].
- 1865 — Первое восхождение на Маттерхорн (Альпы) высотой 4478 м совершил член англо-французской экспедиции Эдуард Уимпер (Edward Whymper). Успех экспедиции был омрачён трагедией: во время спуска четверо её членов погибли. Вернулись лишь отец и сын Таугвальдеры, и англичанин Эдуард Уимпер.
- 1867 — В карьере в Рэдхилл (гр-во Сюррей, Великобритания) Альфред Нобель впервые продемонстрировал динамит.
- 1894 — Во Львове прошёл первый на территории современной Украины футбольный матч (команды из Львова и Кракова провели на поле 7 минут до первого гола).
- 1897 — Воскресенье в Российской империи объявлено официальным выходным днём.
- 1899 — на севере Боливии провозгласили Республику Акри.

### XX век
- 1901 — в Москве основано Общество попечительства о народной трезвости.
- 1902 — в Венеции на площади Сан-Марко обрушилась колокольня-кампанила — один из символов города.
- 1905 — индейцы Оклахомы провозгласили создание индейского штата Секвойя (Конгресс США отказался признавать его).
- 1916 — Тристан Тцара опубликовал в Цюрихе манифест дадаистов.
- 1917
  - Финляндия провозгласила свою автономию.
  - Временное правительство опубликовало декларацию о национальной автономии Украины.
- 1920 — части Красной армии заняли столицу Литвы город Вильнюс.
- 1924 — провозглашение независимости Тунгусской республики.
- 1933
  - Вышел первый мультфильм Макса Флейшера про моряка Попая — «Popeye The Sailor».
  - Рейхспрезидент Пауль фон Гинденбург подписал Закон «Против образования новых партий»[нем.], который запрещает деятельность всех политических партий, кроме НСДАП.
- 1939 — посёлок Магадан получил статус города.
- 1941 — первое применение установки «Катюша».
- 1943 — на экраны вышел фильм Сэма Вуда «По ком звонит колокол» с Гэри Купером и Ингрид Бергман в главных ролях.
- 1946 — вышло в свет первое издание книги доктора Бенджамина Спока «Уход за ребёнком и его воспитание».
- 1948 — в Киеве выходит первый том собрания сочинений Ленина на украинском языке.
- 1950 — Корейская война: началась Тэджонская операция.
- 1951 — «Феррари» одержала свою первую победу в рамках этапа Формулы-1.
- 1952 — американская компания General Motors объявила, что она начинает устанавливать в машинах первые в мире кондиционеры.
- 1954 — Принстонский университет в США впервые объявил о сдаче компьютеров в частное пользование.
- 1956 — Верховный Совет СССР принял закон о государственных пенсиях.
- 1958 — Революция в Ираке. Свержение монархии и приход к власти Касема.
- 1959 — В Киркуке курдскими коммунистами было совершено убийство иракских туркмен.
- 1960 — Джейн Гудолл приплыла в заповедник Гомбе-Стрим, чтобы изучать шимпанзе[10].
- 1962 — В Москве собрался Всемирный конгресс за всеобщее и полное разоружение.
- 1967 — Подписана Конвенция, учреждающая Всемирную организацию интеллектуальной собственности.
- 1968 — начало коммерческих авиарейсов между СССР и США.
- 1969 — Минфин США и Федеральная резервная система объявили, что больше не будут выпускаться крупные долларовые купюры: $500, $1 000, $5 000 и $10 000[11].
- 1972 — Гари Глиттер и «The Glittermen» (позднее — «Glitter Band») дали свой первый концерт в Wiltshire, Великобритания.
- 1976 — в Канаде отменена смертная казнь.
- 1979 — команда «Уильямс» одержала свою первую победу в рамках этапа «Формулы-1»
- 1982 — премьера фильма Алана Паркера по сценарию Роджера Уотерса «Пинк Флойд: Стена»
- 1983 — вышла компьютерная игра Mario Bros.
- 1990
  - Указ Горбачёва «О демократизации и развитии телевидения в СССР»: создание ВГТРК.
  - Верховный Совет РСФСР принимает Закон РСФСР «О собственности на территории РСФСР».
  - Полная смена состава Политбюро ЦК КПСС кроме Горбачёва и Ивашко.
- 1992 — на город Кендалвилл (штат Индиана, США) обрушился мощный (F2) торнадо; уничтожено более 30 домов[12].
- 1995 — песня «Моя Москва» принята в качестве официального гимна столицы России.

### XXI век
- 2002
  - На Украине образована первая епархия римско-католической церкви.
  - Попытка покушения на президента Франции Жака Ширака во время празднования Дня взятия Бастилии в Париже.
- 2015 — АМС «Новые горизонты» пролетела около Плутона, минимальное расстояние составило 13691 км от его центра[13].
- 2016 — в Ницце грузовик, управляемый террористом ИГ, совершил наезд на толпу.
- 2017 — в 9:36 (мск) с пусковой площадки 31 космодрома Байконур запущен первый в России космический аппарат «Маяк», средства на который были собраны при помощи краудфандинга.
- 2022 — ВС РФ нанесли ракетный удар по Виннице, в результате которого 27 человек погибло и 183 было ранено.

## Родились
См. также: Категория:Родившиеся 14 июля

### До XIX века
- 926 — Император Мураками (ум. 967), 62-й Император Японии (945—967), синтоистское божество.

- 1454 — Анджело Полициано (ум. 1494), итальянский поэт и драматург, гуманист.
- 1602 — Джулио Мазарини (ум. 1661), церковный и политический деятель, первый министр Франции (1643—1651 и 1653—1661).
- 1743 — Гавриил Державин (ум. 1816), русский государственный деятель и поэт, представитель классицизма.
- 1766 — Иван Вальберх (псевдоним Иван Лесогоров; ум. 1819), российский артист балета, балетмейстер, педагог.
- 1793 — Джордж Грин (ум. 1841), английский математик-самоучка и физик.
- 1800 — Жан Дюма (ум. 1884), французский химик, основатель органической химии.

### XIX век
- 1801 — Иоганнес Петер Мюллер (ум. 1858), немецкий физиолог и анатом.
- 1816 — Жозеф де Гобино (ум. 1882), французский писатель, социолог, основоположник расистской теории.
- 1831 — Александр Гильфердинг (ум. 1872), русский славяновед и фольклорист.
- 1859 — Роберт Виппер (ум. 1954), российский и советский историк, академик АН СССР.
- 1860 — Василий Величко (ум. 1904), русский писатель, поэт, публицист, редактор.
- 1862 — Густав Климт (ум. 1918), австрийский художник, один из основоположников модерна в живописи.
- 1889 — Анте Павелич (ум. 1959), хорватский политик и государственный деятель, основатель и лидер организации усташей.
- 1890 — Осип Цадкин (ум. 1967), французский скульптор-авангардист.
- 1896 — Буэнавентура Дуррути (ум. 1936), герой Гражданской войны в Испании, анархо-коммунист.

### XX век
- 1903 — Ирвинг Стоун (ум. 1989), американский писатель, один из основоположников биографического романа.
- 1910 — Уильям Ханна (ум. 2001), американский мультипликатор, режиссёр и продюсер, вместе с Джозефом Барберой создавший Тома и Джерри.
- 1911
  - Павел Прудников (ум. 2000), белорусский поэт и писатель.
  - Терри-Томас (ум. 1990), английский комедийный актёр.
  - Тадеуш Фиевский (ум. 1978), польский актёр и театральный режиссёр.
- 1912 — Вудро Вильсон «Вуди» Гатри (ум. 1967), американский фолк- и кантри-певец, музыкант, композитор.
- 1913 — Филипп Лукин (ум. 1994), композитор, хоровой дирижёр, народный артист РСФСР.
- 1918
  - Ингмар Бергман (ум. 2007), шведский режиссёр кино и театра, сценарист, писатель, обладатель «Оскара» и др. наград.
  - Джей Форрестер (ум. 2016), американский инженер, создатель первых компьютеров.
- 1919
  - Лино Вентура (ум. 1986), французский киноактёр итальянского происхождения.
  - Владимир Козел (ум. 1988), актёр театра и кино, народный артист РСФСР.
- 1921 — Джефри Уилкинсон (ум. 1996), английский химик, лауреат Нобелевской премии (1973).
- 1928
  - Нодар Думбадзе (ум. 1984), грузинский советский писатель.
  - Борис Кузнецов (ум. 1999), советский футболист, олимпийский чемпион (1956).
- 1932 — Анатолий Исаев (ум. 2016), советский футболист, олимпийский чемпион (1956), тренер.
- 1938
  - Лилиан Малкина, российско-чешская актриса театра и кино.
  - Джерри Рубин (ум. 1994), американский бизнесмен, пацифист, один из лидеров движения Йиппи.
- 1939 — Карел Готт (ум. 2019), чешский певец (тенор), «король чешской поп-музыки».
- 1941 — Татьяна Кузнецова (ум. 2018), советский космонавт-испытатель.
- 1942 — Хавьер Солана, испанский учёный-физик и политик, в 1995—1999 гг. генеральный секретарь НАТО.
- 1945 — Пабло Форлан, уругвайский футболист и тренер, чемпион Южной Америки (1967).
- 1946 — Владимир Белоусов, советский прыгун с трамплина, олимпийский чемпион (1968), чемпион мира.
- 1947 — Вячеслав Брюховецкий, советский и украинский педагог и государственный деятель.
- 1953 — Дидье Маруани, французский музыкант, композитор, лидер группы «Space».
- 1959
  - Петер Ангерер, западногерманский биатлонист, олимпийский чемпион (1984).
  - Валерий Мовчан, советский велогонщик, олимпийский чемпион (1980).
- 1960 — Полина Дашкова (наст. имя Татьяна Поляченко), российская писательница.
- 1966 — Мэттью Фокс, американский актёр кино и телевидения.
- 1967 — Ким Ки Хун, южнокорейский шорт-трекист, трёхкратный олимпийский чемпион
- 1969 — Уильям Херрингтон (ум. 2018), американский актёр порнографии.
- 1971 — Ник Маккейб[англ.], гитарист британской рок-группы The Verve, основатель и гитарист рок-группы The Black Submarine.
- 1975 — Taboo (наст. имя Хайме Луис Гомес), американский рэпер, солист группы The Black Eyed Peas.
- 1977 — Виктория, кронпринцесса Швеции.
- 1979 — Сергей Игнашевич, российский футболист, заслуженный мастер спорта.
- 1981 — Матти Хаутамяки, финский прыгун с трамплина, призёр Олимпийских игр, чемпион мира.
- 1986
  - Пелагея (наст. имя Пелагея Ханова), российская певица, заслуженная артистка РФ.
  - Николай Кулёмин, российский хоккеист, двукратный чемпион мира.
- 1987 — Сара Каннинг, канадская киноактриса.
- 1988
  - Конор Макгрегор, ирландский боец смешанных боевых искусств, бывший чемпион UFC.
  - Дамир Мартин, хорватский спортсмен, трёхкратный призёр Олимпийских игр в академической гребле.
  - Жереми Стравьюс, французский пловец, олимпийский чемпион.
- 1990
  - Федерика Бриньоне, итальянская горнолыжница, чемпионка мира и обладательница Кубка мира.
  - Ян Непомнящий, российский шахматист, гроссмейстер (2007).

## Скончались
См. также: Категория:Умершие 14 июля

### До XIX века
- 1223 — Филипп II (р. 1165), король Франции (1180—1223).
- 1602 — Анна Мекленбург-Гюстровская (р. 1533), супруга первого курляндского герцога Готхарда Кетлера.
- 1704 — Софья Алексеевна, русская царевна, дочь царя Алексея Михайловича.
- 1800 — Лоренцо Маскерони (р. 1750), итальянский учёный и поэт.

### XIX век
- 1816 — Франсиско Миранда (р. 1750), руководитель борьбы за независимость испанских колоний в Южной Америке.
- 1817 — Анна Луиза Жермена де Сталь (р. 1766), французская писательница.
- 1827 — Огюстен Жан Френель (р. 1788), французский физик-оптик.
- 1881 — убит Уильям Генри Маккарти (р. 1859), знаменитый американский преступник, по прозвищу Малыш Билли (Billy the Kid).
- 1885 — Эрнест Элло (р. 1828), французский писатель, литературный критик, католический мыслитель-мистик.
- 1887 — Альфред Крупп (р. 1812), немецкий промышленник, создатель концерна Krupp.

### XX век
- 1902 — Андрей Бекетов (р. 1825), русский ботаник, педагог, организатор науки.
- 1903 — Александр фон Хомайер (р. 1834), немецкий лепидоптеролог, орнитолог и энтомолог.
- 1904 — Пауль Крюгер (р. 1825), последний президент Трансвааля.
- 1907 — Уильям Перкин (р. 1838), британский химик, впервые получивший синтетические красители.
- 1910 — Мариус Петипа, русский балетмейстер и педагог.
- 1918 — Лотар Кемптер (р. 1844), немецко-швейцарский композитор, дирижёр, музыкальный педагог.
- 1922 — Камо (наст. имя Симон Тер-Петросян; р. 1882), российский профессиональный революционер.
- 1939 — Альфонс Мария Муха (р. 1860), чешский художник.
- 1951 — Наум Идельсон (р. 1885), советский астроном-теоретик, специалист по истории физико-математических наук.
- 1954 — Хасинто Бенавенте-и-Мартинес (р. 1866), испанский драматург, лауреат Нобелевской премии (1922).
- 1955 — Владимир Бонч-Бруевич (р. 1873), советский партийный и государственный деятель, ближайший помощник Ленина.
- 1958 — Фейсал II (р. 1935), последний король Ирака.
- 1967 — Тудор Аргези (р. 1880), румынский поэт, прозаик и литературный критик.
- 1968 — Константин Паустовский (р. 1892), русский писатель.
- 1972 — Олави Вирта (р. 1915), финский певец, композитор и киноактёр.
- 1976 — Николай Экк (р. 1902), советский кинорежиссёр.
- 1979 — Сантос Урдинаран (р. 1900), уругвайский футболист, чемпион мира, двукратный олимпийский чемпион.
- 1982 — Аркадий Трусов (р. 1905), актёр театра и кино, заслуженный артист РСФСР.
- 1986 — Раймонд Лоуи (р. 1893), американский художник, мастер промышленного дизайна.
- 1995 — Олесь Гончар (настоящее имя Александр Терентьевич Гончар) (р. 1918), украинский писатель.
- 1998 — Марк Галлай (р. 1914), советский лётчик-испытатель, фронтовик, писатель, Герой Советского Союза.
- 2000 — Алла Балтер (р. 1939), советская и российская актриса театра и кино.

### XXI век
- 2002
  - Хоакин Балагер (р. 1906), доминиканский поэт, историк, президент Доминиканской Республики (1960—1961, 1966—1978, 1986—1996).
  - Валентин Кумарин (р. 1928) — проф., д.п.н., один из ведущих педагогов-макаренковедов своего времени, писатель и журналист.
- 2006 — Эдуард Павулс (р. 1929), советский и латвийский актёр театра и кино.
- 2010
  - Юрий Черниченко (р. 1929), советский и российский писатель, журналист, политик.
  - Чарльз Маккеррас (р. 1925), австралийский дирижёр.
- 2014 — Элис Коучмэн (р. 1923), американская спортсменка, олимпийская чемпионка в прыжках в высоту (1948).
- 2017 — Анн Голон (р. 1921), французская писательница, автор серии исторических романов об Анжелике.
- 2021 — Мамнун Хусейн (р. 1940), пакистанский государственный и политический деятель. Президент Пакистана (2013—2018).
- 2025
  - Александр Митта (р. 1933), советский и российский кинорежиссёр, сценарист, продюсер и актёр.
  - Юрий Мороз (р. 1956), советский и российский актёр театра и кино, кинорежиссёр, сценарист и кинопродюсер.

## Приметы
Кузьминки летние
- Козьма и Демьян. Козьма-Демьян пришли — на покос пошли (начало сенокоса)[14].
- Пора прополки огородов. В огородах гряды полют, собирают корнеплоды.